# JibJab
JibJab（ジブジャブ）は、パロディムービーなどに自分の顔写真を切り取って張り、eカードと呼ばれる、ネット配信できるグリーティングカードとして送れるサイトである。

## 概要
2008年のクリスマスから年末年始の休暇期間にJibJabは6000万のビジターを記録し、コラージュされたeカードは3500万枚作られたという。支援する主な投資家にOverbrook Entertainment（ウィル・スミスらが作ったプロダクション）とSony Pictures Entertainment、さらに既存の投資家Polaris Venture Partnersなどがいる。このサイトは毎年膨大なトラフィックを生み、2008年合衆国の人気トップ100サイトの一つである。
2000年にブッシュ候補とアル・ゴア候補が大統領選に向けてラップ対決をする、Flash communicationServerとActionScriptを使った政治パロディアニメがFOX、ABC、CNNなどで取り上げられたことでこのサイトは話題となり、2007年からは「starring you」というムービーに自分の写真の顔部分をコラージュできるサービスを開始する。
閲覧はだれでもできるが、ユーザー登録はアメリカまたはカナダのロケーションでないと登録できない。eカードを無制限で利用するには月4.99ドルもしくは年13.99ドルの定期会員に申し込まなくてはならない。この有料サービスがJibJabの大きな収入源として見込まれているという。

## 政治パロディ
JibJabは、1999年9月、ニューヨーク州ブルックリンに住んでいたエヴァンとグレッグ・スピリデルリス兄弟がガレッジでフラッシュアニメーションを作り始め、2000年に政治を題材にした風刺アニメを作ったことで広くアメリカ国民に知られるようになる。
2001年以降はブッシュ政権を時事ネタでパロディにしたアニメを幾つか制作している。
2003年にはアーノルド・シュワルツェネガーの出馬したカリフォルニア州知事選挙をネタにしたアニメでさらなる注目を集めた。
2004年、ジョージ・W・ブッシュとジョン・ケリーの大統領選挙をパロディにしたフラッシュアニメ『This Land is Your Land』が世界的に脚光を浴びた。
2007年、「世界一面白いeカードサイト」を目指し「JibJab Sendables」を立ち上げた。これにはJibJabのみならず170以上のコメディアン、ミュージシャン、パフォーマーが参入し、1200タイトル以上のeカードが登録されている
2008年の7月には、バラク・オバマとジョン・マケインの大統領選の政治パロディが今回はボブ・ディラン（Bob Dylan）の「時代は変る」（The Times They Are a-Changin'）の替え歌でつくられた。